# Emmanuel de Martonne
 (novembre 2022).
Emmanuel de Martonne, né à Chabris (Indre) le 1er avril 1873 et mort à Sceaux le 24 juillet 1955, est un géographe français.

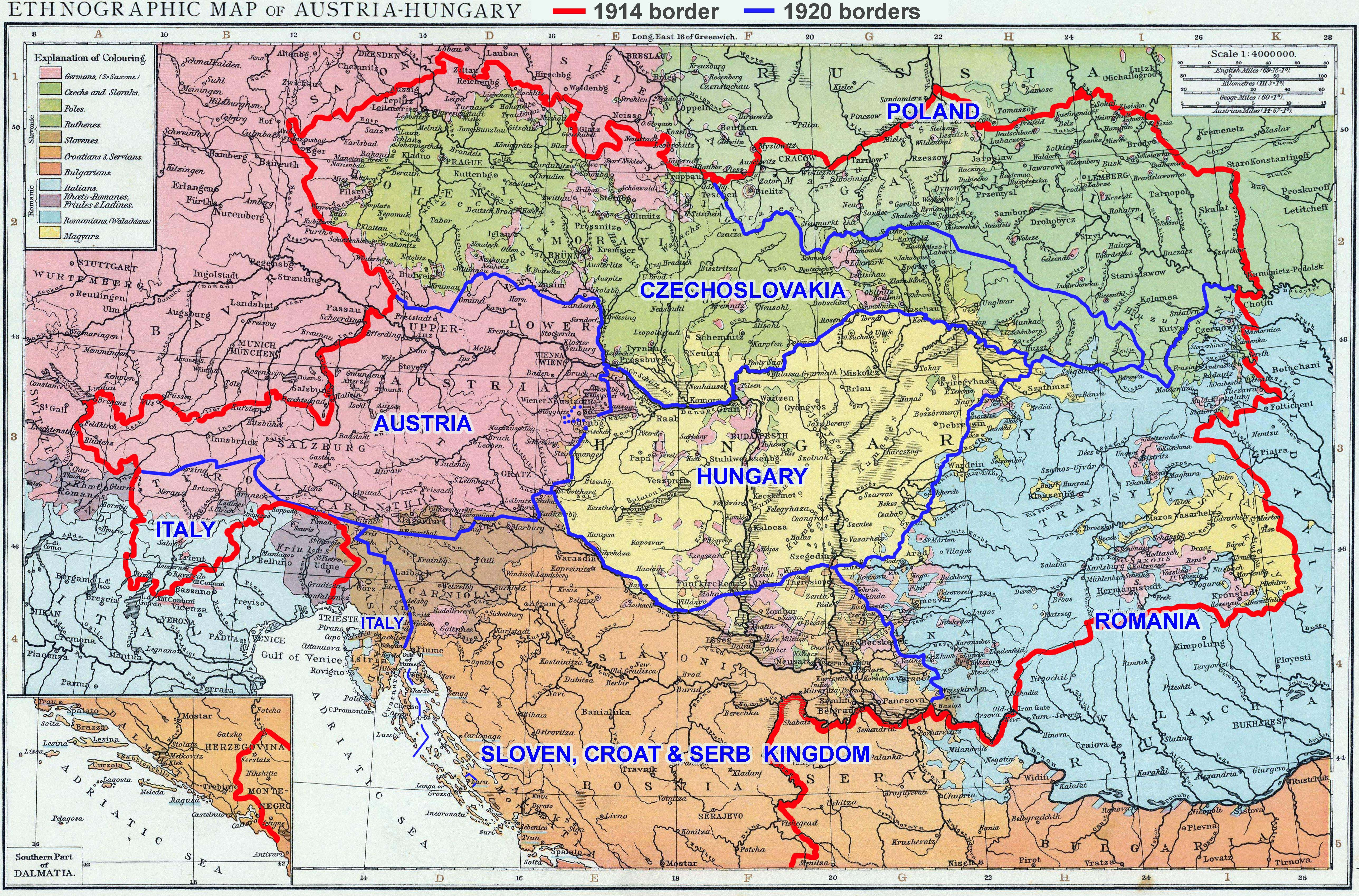
Carte de l'Autriche-Hongrie en 1914 avec les zones linguistiques selon le recensement de 1890, les frontières de 1914 (rouge) et celles de 1919 (bleu) tracées en application des Quatorze points du président Wilson : Emmanuel de Martonne a joué un rôle essentiel dans l'établissement de ces frontières, pour la plupart encore en place au début du XXI.

## Jeunesse
Fils de l'archiviste Alfred de Martonne et frère d'Édouard de Martonne, il étudie au lycée de Laval (Mayenne), où il a comme condisciples Carle Bahon et Francis Delaisi. Il entre à l'École normale supérieure à Paris en 1892, la même année qu'Albert Demangeon ; il y suit les cours de géographie de Paul Vidal de La Blache (dont il deviendra le gendre). Agrégé de géographie en 1895, il est « maître-surveillant » à l'École normale supérieure en 1897-1899.
En 1902, il soutient ses deux thèses de doctorat ès lettres. La première, en français, consiste en un essai de monographie géographique sur la région roumaine de Valachie. La deuxième, en latin, traite de l’importance des cartes géographiques pour représenter le mode de répartition des populations.
En 1912, il participe avec Albert Demangeon, Antoine Vacher et Emmanuel de Margerie à une excursion transcontinentale à travers les États-Unis, organisée par l'American Geographical Society et le géomorphologue de Harvard William Morris Davis ; il y rencontre notamment les jeunes géographes américains Isaiah Bowman et Douglas W. Johnson.

## Géographe, climatologue et traceur de frontières
Nommé à l'université de Rennes en 1899, puis à celle de Lyon en 1905, il obtient un poste à la Sorbonne en 1909. La même année, il fait paraître un Traité de géographie physique qui connaît un grand succès (nombreuses rééditions, rédaction d'un Abrégé également réédité) et consacre son autorité en géographie physique. Féru de géomorphologie et de climatologie, il est célèbre pour ses indices d'évapotranspiration potentielle, utilisés aujourd'hui par les botanistes et les agronomes. Il invente le concept de « diagonale aride » regroupant les différents milieux secs échelonnés en latitude et en longitude et dont les mécanismes responsables des degrés d'aridité se combinent (on lui préfère aujourd'hui le concept de « diagonale sèche »). Il est enfin l'auteur du volume sur la géographie physique de la France dans la Géographie universelle (1942).
Il s'intéresse toujours à l'Europe centrale et, à ce titre, il participe aux travaux de la conférence de la Paix, en 1919, participant aux travaux de quatre commissions (commission des affaires roumaines et yougoslaves ainsi que sa sous-commission, commission des affaires polonaises ainsi que sa sous-commission, commissions réunies des affaires tchécoslovaques et des affaires polonaises, comité central des questions territoriales). En plus de travailler à partir de 1915 pour le Service géographique de l'Armée sous la direction du général Robert Bourgeois avec Albert Demangeon et Antoine Vacher, il fut le Secrétaire du Comité d'études fondé par Aristide Briand en 1917.
Durant les travaux, il insiste pour que les frontières tiennent compte non seulement des regroupements ethniques (selon le principe du droit des peuples à disposer d'eux-mêmes), mais également, d'un point de vue plus pratique, des infrastructures du territoire : c'est ce qu'il nomme le « principe de viabilité ». C'est ainsi qu'à l'encontre des délégués américains (en particulier Bowman et Johnson) et italiens, Martonne obtient que les frontières de la Hongrie avec la Roumanie et avec la Tchécoslovaquie longent et englobent côté roumain et tchécoslovaque des lignes de chemin de fer reliant ces deux pays entre eux et le Royaume des Serbes, Croates et Slovènes, malgré la présence de « poches » à majorité hongroise sur le tracé (notamment les villes d'Arad, Nagyvárad, Szatmárnémeti et Kassa). Ce choix est dicté par un axe géopolitique de la stratégie française de l'époque : renforcer la « Petite Entente » alliée à la France.
Emmanuel de Martonne contribue ainsi de manière décisive au dessin des frontières de l'entre-deux-guerres, dont la plupart sont toujours en place. Il est l'auteur des deux volumes de la Géographie universelle consacrés à l'Europe centrale (1930 et 1931).

## Transmetteur, fondateur et organisateur
En Roumanie, Emmanuel de Martonne rencontre le naturaliste Grigore Antipa qui lui fait découvrir la géonomie, discipline à la croisée de la géographie et des sciences naturelles, que lui et son condisciple Albert Demangeon introduisent alors en France. Grand organisateur de la géographie à l'échelle nationale et internationale, Emmanuel de Martonne fonde le laboratoire de géographie  de l'Université de Rennes (qui a perduré jusqu'à nos jours, passant entre les mains d'André Meynier, baptisé aujourd'hui « COSTEL » : Climat et Occupation des Sols par Télédétection), puis ceux de Lyon et de Paris (1923) ; il devient directeur de ce dernier (1927-1944). Dans les années 1930, il dirige la publication de l'Atlas de France. En 1943, il obtient la création d'une licence et d'une agrégation de géographie. Secrétaire général puis président de l'Union géographique internationale (1931-1949), il est élu membre de l'Académie des sciences en 1940 ; il préside la Société de géographie de 1947 à 1952.

## Hommages
Le principal amphithéâtre de l'Institut de Géographie, bâtiment de l'Université Paris 1 Panthéon Sorbonne, porte son nom, de même que 
l'amphithéâtre B6 de l'Université Rennes 2 sur le Campus de Villejean.
Un collège porte son nom à Laval.
Les villes roumaines de Cluj et Timişoara ont des rues à son nom.
Trois bustes se trouvent, l'un sur la Calea Victoriei à Bucarest, l'autre dans le parc du 1er décembre à Oradea, le dernier devant la citadelle d Alba Iulia.

## Publications
- La Valachie, Paris, Armand Colin, 1902 (thèse de doctorat), Prix Fabien de l'Académie française.
- Recherches sur l'évolution morphologique des Alpes de Transylvanie (Carpates méridionales), Paris, Delagrave, 1906.
- Traité de géographie physique : Tome 1: Notions générales, Climat, Hydrographie. Tome 2: Relief du sol. Tome 3: Biogéographie, Paris, Armand Colin, 1909 (réédité).
- Les régions géographiques de France, Paris, Flammarion, 1921.
- Abrégé de géographie physique, Paris, Armand Colin, 1922.
- Les Alpes. Géographie générale, Paris, Armand Colin, 1926 (réédité).
- Géographie universelle (dir. Vidal de la Blache, Gallois), tome IV : Europe centrale, Paris, Armand Colin, deux volumes, 1930 et 1931.
- Géographie physique de la France, Paris, Armand Colin, 1942.
- Géographie aérienne, Paris, Albin Michel, coll. « Sciences d'aujourd'hui », 1948.
- La découverte aérienne du monde (dir.), Horizons de France, 1948.
- Géographie universelle (dir. Vidal de la Blache, Gallois), tome VI : La France physique, Paris, Armand Colin, 1942.

## Sources